# 计算机伦理
计算机伦理（Computer ethics）是有關電腦專業人士在專業及社會相關事務上，如何進行決策的倫理學，屬於實用哲學。 
南喬治亞大學數學及電腦系的教授 Margaret Anne Pierce 將有關電腦科技及使用的倫理決策，分出三個主要的影響因素：
1. 個人自身的準則
2. 在工作場所的非正式倫理準則
3. 正式的倫理準則[2]

## 關注點
網路犯罪、隱私、匿名、自由以及智慧財產都是计算机伦理關注的主題。
由於許多實體設備已透過物聯網（IoT）聯結到網際網路，道德相關的考量也已經延伸到物聯網。
加密貨幣也會改變目前購買者以及販售者之間的採購關係。
像自駕車之類的自主技術也會為人們做決定。也有一些有關自駕車在不同國家，是否需因為不同的文化價值觀而有不同行為的討論。
目前也發現有些安全風險和雲端運算有關，而所有使用者的互動資訊都會送到中央電腦hub進行分析。像Amazon Alexa及Google Home等人工智慧裝置會在用戶在家時搜集個人資料，上傳到雲端。Apple的Siri及微軟的 Cortana個人助理也會搜集個人資訊、分析後再將結果傳回給使用者。